# Mamekoting
Mamekoting, jedno od pet (Hodge) plemena i poglavištvo Esopus Indijanaca, šire skupine Munsee Delaware, iz doline Mamakating Valley, zapadno od planina Shawangunk Mountains u New Yorku. Spominje ih Ruttenber.